# Pedro de Aycinena
Pedro de Aycinena (Nueva Guatemala de la Asunción, 19 de octubre de 1802-Nueva Guatemala de la Asunción, 14 de marzo de 1897) fue un político conservador guatemalteco y miembro del Clan Aycinena. Ejerció la presidencia provisoria de la República de Guatemala en 1865 en calidad de «encargado del Poder Ejecutivo» tras la muerte del general y presidente vitalicio Rafael Carrera, de quien había servido como ministro de Relaciones Exteriores.

### Relación con Rafael Carrera

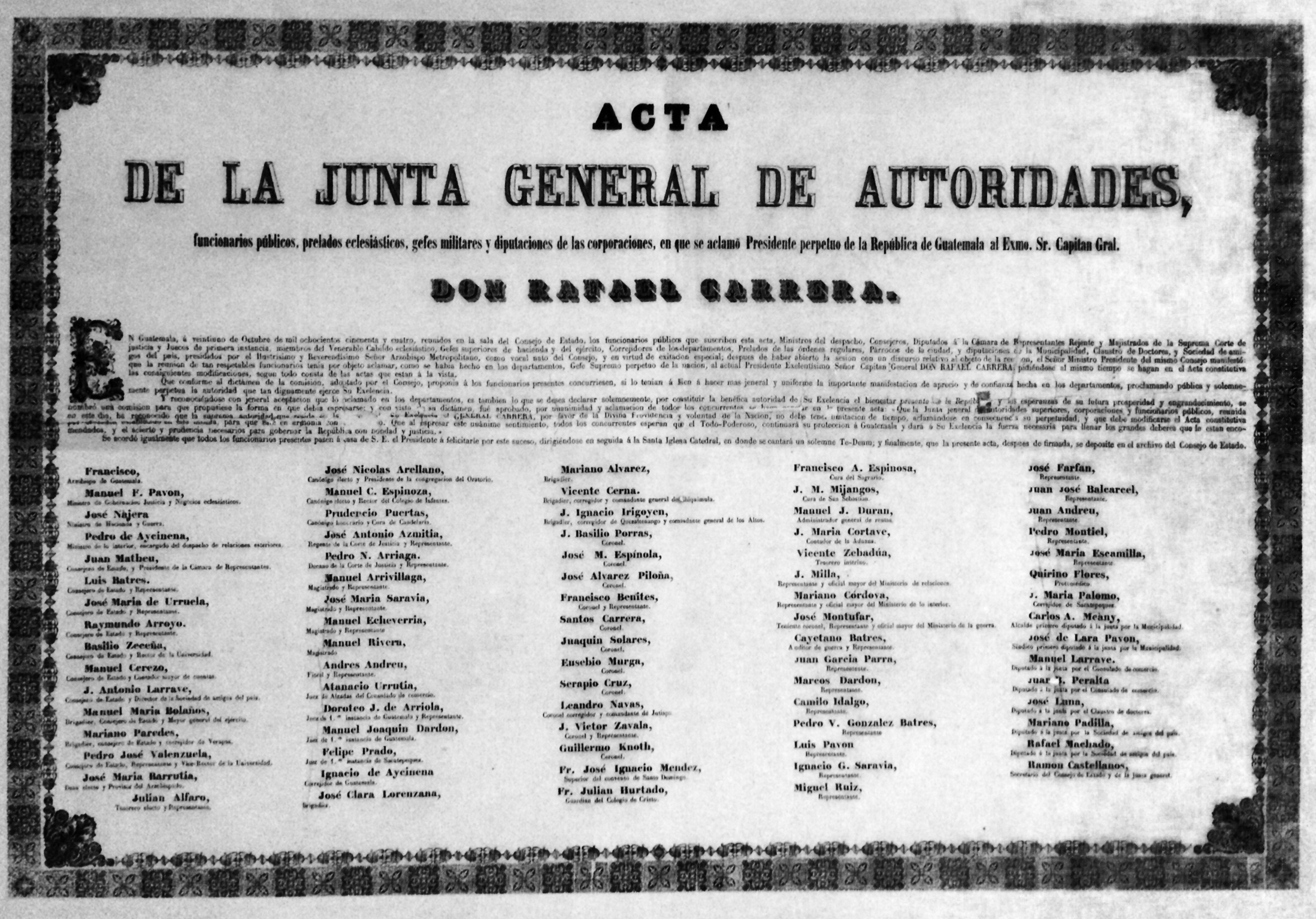
Facsímil del acta en que se declara presidente vitalicio al general Rafael Carrera en 1854. Pedro de Aycinena es uno de los firmantes del documento en su calidad de Ministro de Relaciones Exteriores.

## Concordato

### Concordato de 1852
En 1854 se estableció el Concordato con la Santa Sede, el cual había sido suscrito en 1852 por el cardenal Jacobo Antonelli –secretario de Estado de la Santa Sede– y Fernando Lorenzana –ministro plenipotenciario de Guatemala ante la Santa Sede–. Por medio de este tratado, –el cual fue diseñado por el líder del Clan Aycinena, Juan José de Aycinena y Piñol–Guatemala otorgaba la educación del pueblo guatemalteco a las órdenes regulares de la Iglesia Católica, se comprometía a respetar las propiedades y los monasterios eclesiásticos, autorizaba el diezmo obligatorio y permitía que los obispos censuraran lo que se publicaba en el país; a cambio de ello, Guatemala recibía gracias para los miembros del ejército, permitía que quienes hubiesen adquirido las propiedades que los liberales habían expropiado a la Iglesia en 1829 las conservaran, percibía impuestos por lo generado por las propiedades de la Iglesia, y tenía el derecho de juzgar con las leyes guatemaltecas a los eclesiásticos que perpetraran crímenes. El concordato fue ratificado por Pedro de Aycinena y Rafael Carrera en 1854 y mantenía la relación estrecha entre Iglesia y Estado y estuvo vigente hasta la caída del gobierno conservador del mariscal Vicente Cerna y Cerna.

### Tratado Wyke-Aycinena: Convención de límites de Belice

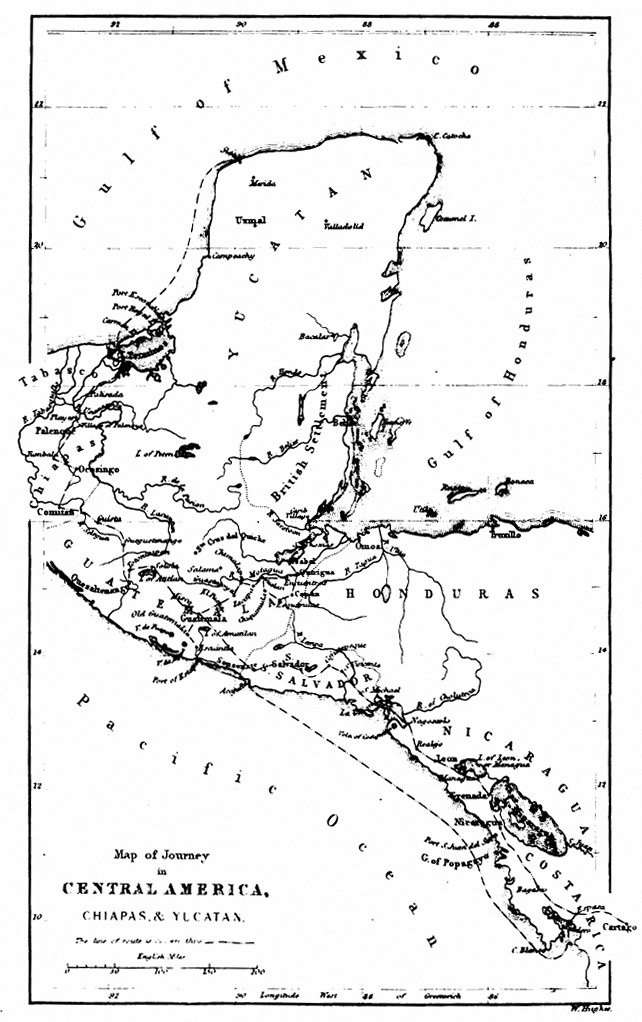
Mapa de la región de Yucatán, Belice, Guatemala, Honduras y El Salvador en 1839. Obsérvese que las fronteras entre México, Guatemala y Belice no estaban definidas.

El área que ocupa Belice en la península de Yucatán nunca fue ocupada por España o Guatemala, aunque España efectuó algunas expediciones exploratorias en el siglo xvi que le sirvieron de base para luego reclamar el área como suya; Guatemala simplemente heredó ese argumento para reclamar el territorio, pese a que nunca envió expediciones al área luego de la independencia debido a las guerras que se produjeron en Centroamérica entre 1821 y 1860.  Por su parte, los ingleses habían establecido pequeños asentamiento desde mediados del siglo xvii, principalmente para bases de bucaneros y luego para explotación maderera; los asentamientos nunca fueron reconocidos como colonias británicas aunque estaban de alguna forma regidos por el gobierno inglés en Jamaica. En el siglo xviii Belice se convirtió en el principal punto de contrabando en Centroamérica aunque luego los ingleses reconocieron la soberanía española de la región por medio de los tratados de 1783 y de 1786, a cambio de que se terminaran las hostilidades con España y que los españoles autorizaran a los súbditos de la Corona británica a explotar las maderas preciosas que había en Belice.
Tras la independencia de la región centroamericana de la corona española en 1821, Belice se convirtió en la punta de lanza de la penetración comercial británica en el istmo centroamericano; casas comerciales inglesas se establecieron en Belice e iniciaron unas prósperas rutas comerciales con los puertos caribeños de Guatemala, Honduras y Nicaragua.
Los liberales tomaron el poder en Guatemala en 1829 tras vencer y expulsar a los miembros del Clan Aycinena y el clero regular de la Iglesia Católica e iniciaron un reclamo formal pero infructuoso sobre la región beliceña; esto, a pesar de que por otra parte, Francisco Morazán –entonces presidente de la Federación Centroamericana– en lo personal inició tratos comerciales con los ingleses, en especial el comercio de caoba. En Guatemala, el gobernador Mariano Gálvez entregó varias concesiones territoriales a ciudadanos ingleses, entre ellos la mejor hacienda de la Verapaz, Hacienda de San Jerónimo; estos tratos británicos fueron aprovechados por los curas párrocos en Guatemala –ya que el clero secular no había sido expulsado por no tener propiedades ni poder político– para acusar a los liberales de herejía e iniciar una revolución campesina contra los herejes liberales y a favor de la verdadera religión. Cuando llegó Rafael Carrera al poder en 1840 luego del triunfo de la revolución, no solamente no continuó con los reclamos sobre el territorio beliceño, sino que estableció un consulado guatemalteco en la región para velar por los intereses de Guatemala en ese importante punto comercial.  El comercio beliceño fue preponderante en la región hasta 1855, en que los colombianos construyeron un ferrocarril transoceánico en Panamá, permitiendo que el comercio fluyera más eficientemente en los puertos del Pacífico guatemalteco; a partir de este momento, Belice empezó a declinar en importancia.
Cuando se inició la Guerra de Castas en Yucatán -alzamiento indígena que dejó miles de colonos europeos asesinados- los representantes beliceños y guatemaltecos se pusieron en alerta; los refugiados yucatecos llegaban huyendo a Guatemala y a Belice e incluso el superintendente de Belice llegó a temer que Carrera -dado su fuerte alianza con los indígenas guatemaltecos- estuviera propiciando las revoluciones indígenas en Centroamérica. En la década de 1850, los ingleses demostraron tener buena voluntad hacia los países centroamericanos: se retiraron de Mosquitia en Nicaragua e iniciaron negociaciones que resultarían en la devolución del territorio en 1894, regresaron las Islas de la Bahía a Honduras e incluso negociaron con el filibustero estadounidense William Walker en un esfuerzo para evitar que este invadiera Honduras tras apoderarse de Nicaragua. Y firmaron un tratado sobre la soberanía de Belice con Guatemala -tratado que ha sido reportado desde entonces en Guatemala como el mayor error del gobierno conservador de Rafael Carrera-.
Aycinena, como ministro de Relaciones Exteriores, se había esforzado en mantener relaciones cordiales con la Corona británica. En 1859, la amenaza de William Walker se presentó nuevamente en Centroamérica; a fin de obtener las armas necesarias para enfrentarlo, el régimen de Carrera tuvo que cederle el territorio de Belice al Imperio Británico. El 30 de abril de 1859 se celebró la convención entre los representantes de Gran Bretaña y Guatemala para definir los límites con Belice, tras la cual se emitió un decreto en el que Guatemala se vio favorecida en el artículo séptimo, que estipula que Inglaterra abriría por su cuenta una vía de comunicación terrestre de la ciudad de Belice hasta la ciudad de Guatemala.
El controversial tratado Wyke-Aycinena de 1859 tenía dos partes:
- Los primeros seis artículos definían claramente la frontera Guatemala-Belice: Guatemala reconocía la soberanía inglesa sobre el territorio de Belice.[8]
- El séptimo artículo versa sobre la construcción de un camino hacia la Ciudad de Guatemala, el cual sería beneficioso para ambas partes, dado que Belice había perdido su importancia comercial desde la construcción del ferrocarril transoceánico en Panamá en 1855 y Guatemala necesita una vía de comunicación eficiente hacia la costa atlántica. Sin embargo, el camino nunca se construyó, primero porque los términos del artículo no estaban claros, lo que llevó a disputas entre guatemaltecos en ingleses sobre la ubicación exacta del camino, y luego, tras el derrocamiento de los conservadores en 1871 los liberales utilizaron el argumento de que el camino no estaba construido y dieron el tratado como nulo.[4]

Entre los firmantes del tratado, se encontraba el escritor y diplomático guatemalteco José Milla y Vidaurre, quien en ese entonces laboraba junto a Aycinena en el Ministerio de Relaciones Exteriores. El tratado fue ratificado por Carrera el 1.° de mayo de 1859, mientras que el cónsul de Inglaterra en Guatemala, Charles Lennox Wyke, viajó a Gran Bretaña para obtener la ratificación real, regresando a Guatemala el 26 de septiembre de 1859.  Hubo algunas protestas del cónsul estadounidense en Guatemala, Beverly Clarke, y de algunos diputados, pero el asunto se dio por terminado.
Como Ministro de Relaciones Exteriores, Aycinena también firmó el Tratado de Amistad, Comercio y Navegación entre la República de Guatemala y el Perú.

### Presidencia interina
Tras la muerte del general Carrera el 14 de abril de 1865, fue nombrado «encargado del Poder Ejecutivo» por el Consejo de Estado, cargo que ejerció hasta que fue designado como presidente constitucional el mariscal Vicente Cerna.

## Lectura recomendada
- Casaús Arzú, Marta Elena. «El papel de las redes familiares en la configuración de la élite de poder centroamericana (El caso de la familia Díaz Durán)». Revista Realidad (El Salvador: Universidad Centroamericana). Archivado desde el original el 27 de marzo de 2015. Consultado el 10 de mayo de 2015.
- Chandler, David L. (1978). «La casa de Aycinena». Revista de la Universidad de Costa Rica (San José, Costa Rica). Archivado desde el original el 9 de septiembre de 2014.

| Predecesor: Rafael Carrera y Turcios | Presidente de Guatemala 1865 | Sucesor: Vicente Cerna y Cerna |

- Datos: Q887729
- Multimedia: Pedro de Aycinena y Piñol / Q887729